# Jayankondam
Jayankondam (o Jayamkondan, Jayamkondacholapuram, Jayankondacholpuram) è una suddivisione dell'India, classificata come town panchayat, di 31.268 abitanti, situata nel distretto di Ariyalur, nello stato federato del Tamil Nadu. In base al numero di abitanti la città rientra nella classe III (da 20.000 a 49.999 persone).

## Geografia fisica
La città è situata a 11° 13' 0 N e 79° 22' 0 E e ha un'altitudine di 65 m s.l.m..

## Società

### Evoluzione demografica
Al censimento del 2001 la popolazione di Jayankondam assommava a 31.268 persone, delle quali 15.544 maschi e 15.724 femmine. I bambini di età inferiore o uguale ai sei anni assommavano a 3.572, dei quali 1.782 maschi e 1.790 femmine. Infine, coloro che erano in grado di saper almeno leggere e scrivere erano 21.635, dei quali 11.941 maschi e 9.694 femmine.